# Цветовский сельский совет
Цветовский сельский совет (укр. Цвітівська сільська рада) — входит в состав
Бучачского района
Тернопольской области
Украины.
Административный центр сельского совета находится в 
с. Цветова.

## Населённые пункты совета
- с. Цветова